# У гонитві за Поллі
У гонитві за Поллі (англ. In Pursuit of Polly) — втрачена американська німа трагікомедія 1918 року з Біллі Берк та Томасом Мейганом в головних ролях. Фільм знятий кінокомпанією Famous Players-Lasky та виданий Paramount Pictures.

## Сюжет
Поллі Марсден говорять її батько Бак Марсден, що вона повинна вибрати собі одного з трьох женихів. Вона вирішує влаштувати для них гонку. Поллі повинна дати їм годинну фору і погоджується з тим, щоб віддати свою руку першому, хто її зловить. Намагаючись втекти від своїх переслідувачів, її помилково приймають за спільницю німецького шпигуна. Коли три женихи ловлять її, вони виявляють, що місце в її серці зайняв агент секретної служби Колбі Мейсон.

## В ролях
- Біллі Берк — Поллі Марсден
- Томас Мейган[en] — Колбі Мейсон
- Френк Лозі[en] — Бак Марсден
- А. Дж. Герберт — Телбот Стерджис
- Вільям Девідсон[en] — Ларрі О'Меллі
- Альфред Гікмен — О'Лірі
- Бен Ділей — Еміль Кремер